# 毫米
毫米（法語：millimètre），符號mm，是長度單位。1毫米相當於千分之一公尺（10-3，此即為「毫」的字義），或十分之一厘米。
在攝影範疇中，底片的制式以毫米為單位，有時會稱為「米厘（milli之音譯）」（糎），「8米厘電影」即為「8毫米電影」。另外機械加工製造所用的尺寸也同樣使用米厘(毫米)來做長度單位

## 長度單位
現時在台灣，「公釐」等同於「毫米」，即千分之一公尺，也是借用舊制的排列次序：里>引>丈>尺>寸>分>釐
| 古制單位     | 里   | 引   | 丈   | 尺   | 寸   | 分   | 釐   |
| ------------ | ---- | ---- | ---- | ---- | ---- | ---- | ---- |
| 台灣借用稱呼 |      | 公引 |      | 公尺 |      |      | 、   |
| 中國大陸稱呼 | 千米 | 百米 | 十米 |      | 分米 | 厘米 | 毫米 |

臺灣目前各式度量衡的單位是由「經濟部標準檢驗局」統一規範。從民國18年至今，臺灣的度量衡經歷了5次修訂:66，其中自民國73年起，經濟部標準檢驗局開始推行「國際單位制」，倡導以「前綴詞(包括單位”毫”)」加上「單位代號」之方式來表示度量衡單位:64,69。現行教科書使用的各式度量單位，係採用經濟部標準檢驗局公告的內容版本，因此長度以「米」或「公尺」為基本單位，「毫米」則是「米」再加上前綴詞「毫」組合而成。

## 换算关系
- 1 000 000 000 皮米（pm）=1毫米
- 1 000 000 纳米（nm）=1毫米
- 1 000 微米（µm）=1毫米
- 0.1 厘米（cm）=1毫米
- 0.01 分米（dm）=1毫米
- 0.001（m）=1毫米
- 0.000 001公里（km）=1毫米

## 血壓測量
血壓的測量以毫米汞柱（mmHg）為單位，即一毫米高的水銀柱對液柱底面產生的壓強，約為1托（Torr）。

## Unicode符號
Unicode為了兼容既有的中日韓（CJK）符號，收納了數個以與「mm」有關的字符：
- 毫米（㎜） - U+339C
- 平方毫米（㎟） - U+339F
- 立方毫米（㎣） - U+33A3

此等字符通常和一個中文字等寬（即「全形」）。